# Бешамель, Луи де
Луи де Бешамель, маркиз де Нуантель (фр. Louis de Béchamel, marquis de Nointel; 1630, Руан — 1703) — французский финансист и меценат, в честь которого назван знаменитый соус.

## Биография
Сын Жана-Батиста Бешамеля, Луи был богатым откупщиком и управляющим в доме герцога Орлеанского; он был интендантом Бретани и финансовым генералом в Туре. В 1697 году Бешамель купил титул маркиза де Нуантель, а позднее стал гофмейстером Людовика XIV .
После реорганизации королевской счётной палаты Бретани в 1669 году, в 1680 году была создана комиссия, которую в качестве интенданта возглавил Бешамель де Нуантель. Он же написал заключительный отчёт этой комиссии. В отчёте проанализирована работа счётной палаты, показаны недостатки, в частности, упоминается о мошенничестве с депозитами Палаты, и показывается польза нового устройства, которая положит конец различным злоупотреблениям. Этот отчёт привел к принятию нового закона, который предложил в палату Бретани в 1681 году Шарль Кольбер. В 1698 году Бешамель опубликовал ещё один документ, посвященный фискальной системе.
С 1692 года и до самой смерти Бешамель отвечал за управление Бретанью. При нём была произведена ревизия дворянских титулов, как часть борьбы с ложным дворянством, и были учреждены новые налоги, в том числе подушный налог 1695 года. Бешамель усиливает наблюдение за побережьем Бретани перед лицом растущей угрозы со стороны Англии и Нидерландов.
Бешамель был любителем искусства. Король поручил ему основать Академию в Анже. Бешамель стал директором этой академии и произнес вступительное слово на её открытии. Он был покровителем художника Антуана Ватто. А. Ватто нарисовал серию панелей арабесок с фигурами для маленькой столовой в доме де Нуантеля в Париже.
Соус бешамель, который носит его имя, был известен давно под названием сливочного. Шеф-повар маркиза д’Юкселя (marquis d’Uxelles), Франсуа Пьер де ла Варенн, немного изменил известный рецепт и посвятил его маркизу де Нуантелю, как это часто делали повара того времени. Это вызвало саркастическое замечание старого герцога д’Эскара:
Этому маленькому Бешамелю повезло! За двадцать лет до его рождения у меня в доме подавали куриную грудку под сливочным соусом, но никто не назвал этот простенький соус моим именем.
Бешамель был женат на Мари Кольбер, двоюродной сестре первого министра. У них было двое детей: Мария Луиза (1661—1740) и Луи (1649—1718).